# Верхнє перекриття
Верхнє перекриття (рос.верхнее перекрытие, англ. top support, нім. Ausbaukappe f) — при підземному видобутку корисних копалин — елемент секції механізованого кріплення, що розташовується біля покрівлі виробки і контактує з нею, спирається на гідростояки чи інші елементи секції та підтримує породи покрівлі від обвалення у привибійний простір.